# Lucius Cornelius Lentulus (consul en -327)
Pour les articles homonymes, voir Lucius Cornelius Lentulus.
Lucius Cornelius Lentulus est un homme politique romain du IVe siècle av. J.-C.
Il est le premier représentant attesté de la branche des Lentuli, qui appartient à la gens patricienne des Cornelii. Son fils Servius Cornelius Lentulus sera consul en 303 av. J.-C.
En 327 av. J.-C., il est consul avec Quintus Publilius Philo comme collègue ; il mène une campagne militaire contre les Samnites. En 320 av. J.-C., il est nommé dictateur.